# Euripóntidas
Los Euripóntidas (en griego antiguo: Εὐρυπωντίδαι, Eurypōntídai) fueron una de las dos dinastías reales de la antigua ciudad-estado de Esparta junto con los Agíadas. Su poder duró hasta finales del siglo III a. C.
Esta casa real gobernó dualmente sobre la ciudad de Esparta mediante un sistema de reparto del poder entre dos reyes (basileis). El objeto de esta diarquía era impedir que un solo rey acumulara demasiado poder y probablemente su origen estuviera en resolver los conflictos cuando las dos aldeas más poderosas decidieran unirse, cada una con su jefe correspondiente.
Afirmaban provenir del linaje de Procles, hijo de Aristodemo y, por tanto, ser descendientes directos de Heracles. Su rey epónimo era Euripon, nieto de Procles y, por tanto, sexto descendiente de Heracles. Sin embargo, existen diferentes versiones relacionadas con la descripción del linaje de Heracles. El indicado por Heródoto lleva el siguiente orden: Procles, Euripon, Pritanis, Polidecte, Eunomo, Carilo o Carilao, Nicandro, Teopompo, Anaxándridas I, Arquidamo, Anaxilao, Leotíquidas, Hipocratida, Agesilao, Menare, Leotíquidas. El propuesto por Pausanias indicaba la siguiente sucesión: Teopompo, Arquidamo (hijo de Anaxidamo y padre de Agasicles), Zeuxidamo, Anaxidamo, Arquidamo I, Hipocratida, Agasicle, Menare, Leotíquidas.
En la vida política de Esparta solían tener menos influencia que los representantes de la otra familia real, los Agíadas. Esta circunstancia cambió a lo largo de los siglos y, después de ganar la hegemonía en Grecia, los Euripóntidas fueron un factor importante en el complicado juego de poder de la política espartana. Los reyes más importantes de la casa de los Euripóntidas en la política espartana fueron Arquidamos II y Agesilao II.